# Zichov (tvrz)
Zichovská tvrz stávala v areálu hospodářského dvora v Zichově východně od Kolovče v okrese Domažlice v Plzeňském kraji. Původně renesanční tvrz přestala po roce 1589 plnit sídelní funkci a stala se součástí hospodářského dvora u srbického panství. Dvůr je chráněn jako kulturní památka.

## Historie
Zichov od třináctého století patřil chotěšovskému klášteru. V období let 1367–1379 klášter o vesnici přišel a mezi jejími majiteli se vystřídalo několik zemanských rodů. Od poloviny patnáctého století vesnici vlastnil zemanský rod, jehož příslušníci používali přídomek ze Vzechova podle tehdejšího názvu vesnice. Patrně oni ve vsi založili renesanční tvrz, jejíž jádro pochází nejspíše z konce šestnáctého století. Roku 1589 od nich vesnici koupili Žákavcové ze Žákavy, ale centrum jejich panství se nacházelo v sousedních Srbicích. Zichovská tvrz tak ztratila svou funkci panského sídla, a stala se součástí hospodářského dvora. Budovy dvora byly upraveny v barokním slohu a později také ve dvacátém století, kdy je využívalo místní jednotné zemědělské družstvo.

## Stavební podoba
K památkově chráněnému areálu tvrze patří obytná budova s chlévem, sýpka, stodola, zbytky ohradní zdi s baštou a chlévy vybudované na konci devatenáctého století. Poloha jádra tvrze je nejasná, ale mapa Stabilního katastru z roku 1837 zobrazuje jakousi budovu uprostřed dvora, která během následujícího století zanikla. Jinou možností je, že tvrz bývala součástí obvodové zástavby dvora. Tvrz původně obklopoval příkop, ale ten po zasypání tvoří jen nepatrnou sníženinu. Jasně patrným pozůstatkem opevnění je okrouhlá bašta v jihovýchodním nároží, v jejímž zdivu se dochovaly zazděné střílny.